# 九龍巴士11線
九龍巴士11線是香港一條九龍市區巴士路線，來往鑽石山站和九龍站，為兩站中間的居民提供往返穿梭兩站間的服務。本路線是九龍區路線中，罕有地兩邊總站均為港鐵沿綫車站，而又不是接駁鐵路的巴士路線，另外一條是216M觀塘區內線。

## 歷史
- 1930年初，投入服務，當時由中巴營辦。
- 1933年6月11日，地區專營權生效，改由九巴接辦。
- 1938年3月1日，配合九巴取得專營權後的首次市區路線重組，11線延長至荔枝角，但於二次大戰時停駛。
- 1946年12月21日，重投服務。
- 1951年9月，11線獲派雙層巴士行走，為九巴首批獲派雙層巴士行走的市區路線之一。
- 1958年9月20日，配合黃大仙徙置區入伙，總站遷往舊機場跑道尾（現大成街附近）。
- 1960年3月15日，舊機場跑道尾的總站改稱竹園。
- 1961年，竹園總站遷往沙田坳道。
- 六七暴動期間，11線仍提供有限度服務。
- 1967年6月25日，路線改經漆咸道，不經蕪湖街。
- 1992年10月22日，增派空調巴士行走。
- 1997年11月2日，配合荷里活廣場的鑽石山站巴士總站啟用，由黃大仙延長至該處。
- 1998年6月22日，配合地鐵東涌綫通車延長至九龍地鐵站。
- 2007年12月2日，因兩鐵合併，兩個總站名稱更改為鑽石山站及九龍站。
- 2012年4月10日：改為全空調服務，亦象徵以九龍鐵路站為終點站的眾多巴士路線再沒有非空調巴士行走。[1]
- 2015年12月31日：增設到站時間預報。[2]
- 2021年10月18日：由九龍站開出，增設雅翔道「環球貿易廣場」站。[3]

## 服務時間及班次
| 鑽石山站開       | 鑽石山站開  | 鑽石山站開   | 九龍站開         | 九龍站開    | 九龍站開     |
| 日期             | 服務時間    | 班次（分鐘） | 日期             | 服務時間    | 班次（分鐘） |
| ---------------- | ----------- | ------------ | ---------------- | ----------- | ------------ |
| 星期一至五       | 05:30-06:45 | 15           | 星期一至五       | 06:10-09:30 | 25           |
| 星期一至五       | 06:45-07:43 | 14/15        | 星期一至五       | 09:30-15:50 | 20           |
| 星期一至五       | 07:43-08:45 | 15/16        | 星期一至五       | 15:50-16:35 | 15           |
| 星期一至五       | 08:45-15:25 | 20           | 星期一至五       | 16:35-17:00 | 12/13        |
| 星期一至五       | 15:25-16:10 | 15           | 星期一至五       | 17:00-18:28 | 11           |
| 星期一至五       | 16:10-17:50 | 20           | 星期一至五       | 18:28-19:05 | 12/13        |
| 星期一至五       | 17:50-22:50 | 25           | 星期一至五       | 19:05-19:20 | 15           |
| 星期一至五       | 22:50-23:50 | 20           | 星期一至五       | 19:20-22:00 | 20           |
|                  |             |              | 星期一至五       | 22:00-00:30 | 25           |
| 星期六           | 05:30-20:10 | 20           | 星期六           | 06:10-14:30 | 20           |
| 星期六           | 20:10-23:30 | 25           | 星期六           | 14:30-16:00 | 15           |
| 星期六           | 23:50       | 23:50        | 星期六           | 16:00-18:00 | 12           |
|                  |             |              | 星期六           | 18:00-19:30 | 15           |
| 19:30-00:30      | 20          |              | 星期六           |             |              |
| 星期日及公眾假期 | 05:30-20:30 | 20           | 星期日及公眾假期 | 06:10-21:10 | 20           |
| 星期日及公眾假期 | 20:30-23:50 | 25           | 星期日及公眾假期 | 21:10-00:30 | 25           |

## 收費
| 收費       |
| ---------- |
| 全程：$5.6 |

| - 本線設有12歲以下小童及65歲或以上長者半價優惠。 - 65歲或以上香港居民使用「樂悠咭」，以及12歲以下合資格殘疾兒童使用「殘疾人士身份」個人八達通繳付車資，均可享有每程$2.0或半價（以較低者為準）的票價優惠；12至64歲合資格殘疾人士使用「殘疾人士身份」個人八達通（包括「樂悠咭」），以及60至64歲香港居民使用「樂悠咭」繳付車資，均可享有每程$2.0或全費（以較低者為準）的票價優惠。 - 65歲或以上長者如使用長者或一般個人八達通繳付車資，則只可享有半價優惠；12至64歲合資格殘疾人士如不使用「殘疾人士身份」個人八達通，以及60至64歲人士如不使用「樂悠咭」繳付車資，必須繳付全費。 - 乘客可以現金或八達通於上車時付款，不設找續。 - 每位成人乘客可免費攜帶最多兩名4歲以下而不佔座位的兒童乘客乘車，超額之4歲以下小童必須繳付小童車費乘車。 - 持有「九巴月票」之乘客在車票有效期內，每日可享最多10程任何九龍巴士及龍運巴士路線（包括本路線，以及聯營路線的九龍巴士／龍運巴士提供的班次；惟乘搭機場「A」及「NA」線則可享原價二七折優惠（不會計算每天10次合資格車程））；而B1線則每日可享最多各2程（不會計算每天10次合資格車程）。 - 九龍巴士、城巴、龍運巴士及陽光巴士全職員工及家屬（不包括外判職員）可免費乘搭本路線，惟必須拍職員或職員家屬八達通。 - 乘客亦可透過多元化電子支付系統（e度嘟）繳付車資，包括使用非接觸式VISA卡、JCB卡、萬事達卡、銀聯卡、美國運通、大來國際、Discover Card、Apple Pay、Google Pay、Samsung Pay、AlipayHK「易乘碼」、支付寶、WeChatHK／微信支付「搭車碼」、銀聯雲閃付「乘車碼」及BOC Pay「乘車碼」。乘客使用此付款方式，使用此支付方式的乘客可享有中途下車之分段收費，以及與其他九巴／龍運獨營路線或聯營線九巴／龍運班次之轉乘優惠，惟不適用於與非九巴／龍運路線之轉乘優惠，亦不能享有「公共交通費用補貼計劃」及「長者及合資格殘疾人士公共交通票價優惠計劃」。 |

### 八達通轉乘優惠
乘客登上本線後150分鐘內以同一張八達通卡轉乘以下路線，或從以下路線登車後150分鐘內以同一張八達通卡轉乘本線，次程可獲$4.2折扣優惠：
- 11往九龍站 → 6往荔枝角、6C往美孚、6F往麗閣或6X往美孚
- 6往尖沙咀碼頭、6C、6F或6X往九龍城碼頭 → 11往鑽石山站

## 使用車輛
現時本線使用10輛富豪B9TL 12米（AVBWU）
| 車隊編號 | 車牌   |
| -------- | ------ |
| AVBWU29  | PJ9462 |
| AVBWU52  | PS9222 |
| AVBWU84  | PV7414 |
| AVBWU108 | PW3880 |
| AVBWU111 | PW4269 |
| AVBWU115 | PW9776 |
| AVBWU190 | PY5235 |
| AVBWU251 | RH8025 |
| AVBWU271 | RJ7188 |
| AVBWU437 | TT7987 |

## 行車路線

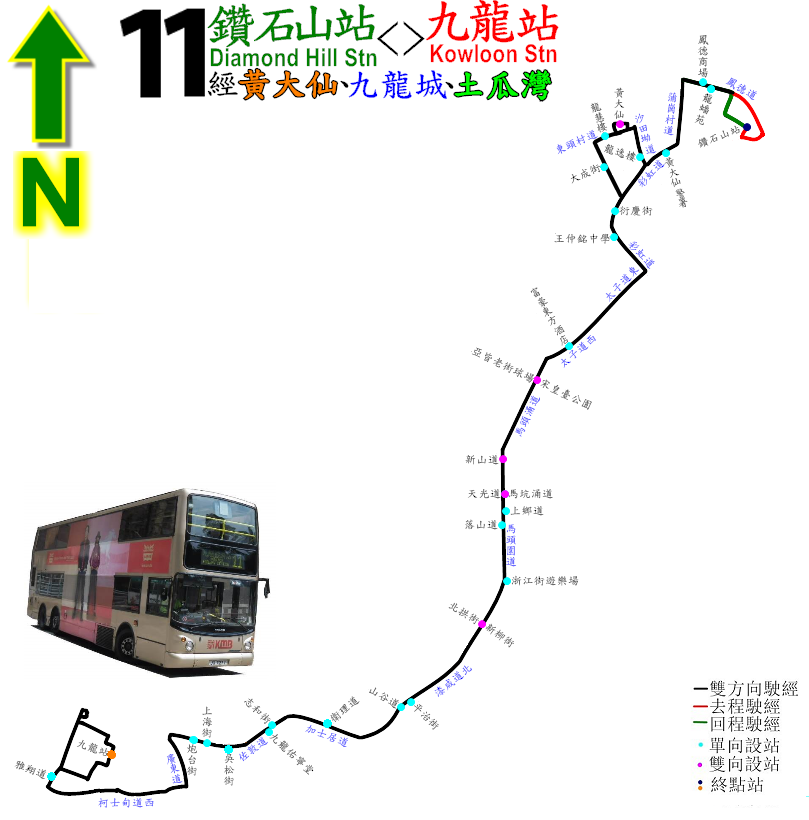
11路線的走線圖

鑽石山站開經：龍蟠街、大磡道、上元街、鳳德道、蒲崗村道、彩虹道、沙田坳道、東頭村道、黃大仙巴士總站、東頭村道、沙田坳道、彩虹道、太子道東、太子道西、馬頭涌道、馬頭圍道、漆咸道北、漆咸道南、加士居道、佐敦道、雅翔道（南行）、雅翔道（北行）及車站環迴路。
九龍站開經：車站環迴路、雅翔道、柯士甸道西、廣東道、佐敦道、加士居道、漆咸道南、漆咸道北、馬頭圍道、馬頭涌道、太子道西、太子道東、彩虹道、大成街、東頭村道、黃大仙巴士總站、沙田㘭道、彩虹道、蒲崗村道、鳳德道及龍蟠街。

### 沿線車站
| 鑽石山站開 | 鑽石山站開                   | 鑽石山站開             | 九龍站開 | 九龍站開                     | 九龍站開             |
| 序號       | 車站名稱                     | 位置                   | 序號     | 車站名稱                     | 位置                 |
| ---------- | ---------------------------- | ---------------------- | -------- | ---------------------------- | -------------------- |
| 1          | 鑽石山站巴士總站             | 鑽石山站公共運輸交匯處 | 1        | 九龍站巴士總站               | 九龍站公共運輸交匯處 |
| 2          | 龍蟠苑                       | 鳳德道                 | 2        | 雅翔道（環球貿易廣場）（C1） | 雅翔道               |
| 3          | 黃大仙下邨龍逸樓             | 沙田坳道               | 3        | 上海街                       | 佐敦道               |
| 4          | 黃大仙巴士總站               | 黃大仙巴士總站         | 4        | 志和街                       | 佐敦道               |
| 5          | 衍慶街                       | 彩虹道                 | 5        | 衛理道                       | 加士居道             |
| 6          | 宋皇臺公園                   | 馬頭涌道               | 6        | 山谷道                       | 漆咸道北             |
| 7          | 新山道                       | 馬頭圍道               | 7        | 北拱街                       | 漆咸道北             |
| 8          | 馬坑涌道                     | 馬頭圍道               | 8        | 落山道                       | 馬頭圍道             |
| 9          | 上鄉道                       | 馬頭圍道               | 9        | 上鄉道                       | 馬頭圍道             |
| 10         | 浙江街遊樂場                 | 漆咸道北               | 10       | 新山道                       | 馬頭圍道             |
| 11         | 新柳街                       | 漆咸道北               | 11       | 亞皆老街球場                 | 馬頭涌道             |
| 12         | 平治街                       | 漆咸道北               | 12       | 富豪東方酒店                 | 太子道東             |
| 13         | 九龍佑寧堂                   | 佐敦道                 | 13       | 王仲銘中學                   | 彩虹道               |
| 14         | 吳松街                       | 佐敦道                 | 14       | 大成街                       | 大成街               |
| 15         | 炮台街                       | 佐敦道                 | 15       | 黃大仙下邨龍慧樓             | 東頭村道             |
| 16         | 雅翔道（西區海底隧道）（D1） | 雅翔道                 | 16       | 黃大仙巴士總站               | 黃大仙巴士總站       |
| 17         | 九龍站巴士總站               | 九龍站公共運輸交匯處   | 17       | 黃大仙警署                   | 彩虹道               |
|            |                              |                        | 18       | 鳳德商場                     | 鳳德道               |
| 19         | 鑽石山站巴士總站             | 鑽石山站公共運輸交匯處 |          |                              |                      |

## 使用狀況
根據配合觀塘綫延綫通車的公共交通服務重組計劃最新安排的數據顯示，本線於觀塘綫延綫通車後，最繁忙半小時平均載客率由2016年1月至3月的83.5%下降至81.1%，2017年1月至2月更下降至68.9%。運輸署曾預計當屯馬綫全綫通車後，九龍城、馬頭圍及土瓜灣一帶也有鐵路行走，本線客量會急劇下跌，屆時會取消本線的服務（相等於屯馬綫鑽石山站至柯士甸站近九龍站）。但由於由宋皇臺站或土瓜灣站前往佐敦站須要轉乘（要在何文田站轉乘觀塘綫及油麻地站轉乘荃灣綫，或者由尖東站出閘步行往尖沙咀站再入閘），車程亦不見有什麼優勢，加上使用本線往返伊利沙伯醫院者眾多，尤其是長者，該處比較遠離佐敦站，且需上上落落，對長者較為不便。另外本線服務遠離鐵路服務的新蒲崗，沒有什麼巴士路線可以取代本路線的服務，因此有關建議引起沿線區議會及乘客強烈反對，要求撤回決定。
2021年7月19日，九巴車務策劃部主管梁領彥表示，屯馬綫全綫通車後，本線客量下跌約25%，開始不斷減班，對乘客影響更大。

## 外部連結
- 九巴11線官方網站路線資料 （页面存档备份，存于）

1. ↑  九巴3C線及11線全空調巴士服務 （页面存档备份，存于），2012年4月3日，九巴
2. ↑  .   [2020-09-01]. （原始内容存档于2020-11-04）.
3. ↑   (PDF).   [2021-10-15]. （原始内容存档 (PDF)于2021-10-15）.
4. ↑   (PDF).   [2017-04-04]. （原始内容存档 (PDF)于2020-04-05）.
5. ↑   (PDF).   [2021-05-31]. （原始内容存档 (PDF)于2021-05-31）.
6. ↑  .   [2021-06-19]. （原始内容存档于2021-07-11）.
7. ↑  另一方面，當局提供的「替代路線」對使用巴士的乘客而言並不吸引，班次、走線或票價均不及該線；而部份未有被建議削減服務甚至取消的路線，客量流失亦較其嚴重
8. ↑  又〈屯馬線｜通車後九巴日均跌5萬客量　286M最嚴峻料取消服務 （页面存档备份，存于）〉，香港01，2021年7月19日